# Amelia Bullmore
 (novembre 2019).
Si vous disposez d'ouvrages ou d'articles de référence ou si vous connaissez des sites web de qualité traitant du thème abordé ici, merci de compléter l'article en donnant les références utiles à sa vérifiabilité et en les liant à la section « Notes et références ».
Amelia Mary Bullmore, née le 31 janvier 1964, est une actrice et scénariste anglaise, notamment connue pour ses rôles dans les séries Coronation Street, I'm Alan Partridge, Ashes to Ashes, Twenty twelve mais surtout, en France, pour Scott_&_Bailey (en) et Gentleman Jack[réf. nécessaire].

## Biographie

### Jeunesse et éducation
Bullmore est née à Chelsea, à Londres, Jeremy Bullmore, d'un père directeur de publicité et d'une mère, Pamera Bullmore, née Green, écrivain. Elle a deux frères aînés, l'un de profession neuropsychiatre et neuroscientifique l'autre étant le réalisateur de documentaire Adam Bullmore.
Elle étudie à la Manchester University.

### Carrière
Bullmore fait partie d'un groupe de cabaret nommé Red Stockings avec Helen Edmunson. Pendant qu'elle fait sa représentation au Contact Theatre à Manchester, un directeur de casting travaillant pour la série Coronation Street la repère et à partir de là, elle joue Steph Barnes, un rôle récurrent de 1990 à 1991 et fait quelques retours dans la série de 1992 à 1995.
Dans la série I'm Alan Partridge, elle apparaît comme la petite amie Ukrainienne du héro dans la saison 2.
De 2011 à 2014, dont pendant les quatre premières saisons, elle interprète le rôle de la DCI Jill Murray dans Scott&Bailey (en) dont elle a écrit sept épisodes. Elle joue aussi dans deux autres séries de Sally Wainwright : Happy Valley, dans laquelle elle joue Vicky Flemming, la maîtresse jalouse et dans Gentleman Jack, dans le rôle de la tante d'Ann Walker, Eliza Priestley, qui tentera de mettre fin à la relation entre sa nièce et Anne Lister.

### Écriture
C'est en 2005 qu'elle écrit sa première pièce, Mammals, qui est joué au Bush Theatre et qui est en tournée dans le Royaume Uni.
En 2013, elle écrit sa deuxième pièce Di and Viv and Rose, jouée au Hampstead Theatre et dont le sujet est l'amitié entre trois femmes pendant trente ans, de leurs années universitaires jusqu'en 2013.

### Vie privée
Elle travaille et vit à Manchester pendant 10 ans avant de déménager à Londres en 1995. Elle est mariée à l'acteur écossais Paul Higgins, qu'elle a rencontré à Manchester en 1992 pendant qu'ils tournaient dans A view from the Bridge. Le couple a deux filles, Mary et Flora.

## Filmographie

### Années 1990
- 1990-1992 ; 1995 : Coronation Street, Steph Barnes
- 1993 : Comedy Playhouse, Beth
- 1993 : Cracker, Catriona Bilborough
- 1994 : Woman of the Wolf, Madame Plaisir
- 1994 : Faith, Ros
- 1996 : Frontiers, Caroline Poole
- 1997 : Hetty Wainthropp Investigates, Karen Parmenter
- 1997 : Insiders, Paula Green,
- 1997 : Turning World, une assistance sociale
- 1997 : The Bill, Tracy Cooper
- 1997 : Mrs Dolloway, Rezia Warren Smith
- 1997 - 2001 : Brass Eyes
- 1998 - 2002 : Big Train
- 1999 : Tilly Trotter, Eileen Sopwith

### Années 2000
- 2000 : Jam, rôles variés
- 2000 : Attachments, Lin
- 2001 : Linda Green, Lucy Cooper,
- 2002 : The Gist, Freda Cooper
- 2002 : I'm Alan Partridge, Sonja
- 2002 : Bookcruncher
- 2003 : Hello, Friend, Friend
- 2003 : State of play, Helen Prenger
- 2003 : Coming up, une psychiatre
- 2004-2006 : Donovan, Evie Strauss
- 2005 : Festival, Micheline Menzies
- 2006 : The Truth, la mère de Candy
- 2006-2007 : SuburbanShootout ( Les Flingueuses ) : Joyce Hazeldine
- 2007 : Director's debut, Tara Vaughan
- 2007 : Dalziel and Pascoe, Frances Cunningham
- 2007 : the IT crowd, Helen Buley
- 2008 : The Whistlebowers, Helen Millard
- 2008 : Mrs In-Betweeny, Emma
- 2008 : Inspecteur Lewis, Caroline Hope
- 2008 - 2009 : Ashes to Ashes, Caroline Price
- 2009 : Endgame, Jill

### Années 2010
- 2010 : Bellamy's people
- 2010 : Hercule Poirot, Judith Butler
- 2010 : Jos Brand's little crackers, Helen
- 2011 : Shameless, Mildred Fletcher
- 2011 : Inspecteur Lewis, Caroline Hope
- 2011-2016 : Scott & Bailey, Gill Murray
- 2011-2012 : Twenty Twelve, Kay Hope
- 2012 : Sherlock, Dr.Stapleton
- 2013 : Common Ground, Beck
- 2013 : It's Kevin
- 2014 : What we did on our Holiday (Ce week-end là), Margaret McLeod
- 2015 : Jekyll and Hyde, Renata Jezequiel
- 2016 : Happy Valley, Vicky Flemming
- 2016 : Power Monkeys, Lauren
- 2016 : The Crown, Kathleen Sutherland
- 2018 : Deep State, Olivia Clarke
- 2019 : Gentleman Jack, Mrs Eliza Priestley

## Récompenses
- 1997 : elle gagne le prix Writers' Guild of Great Britain pour This Life (La Vie en face)
- 2005 : elle gagne le Susan Smith Blackburn Prize pour Mammals
- 2009 : elle gagne Outer Critics Circle Award pour The Norman Conquests
- 2012 : elle est nommée pour le Writers' Guild of Great Britain Award for Best Television Drama Series
- 2013 : elle gagne le prix Crime Thriller Awards dans la catégorie meilleur rôle féminin dans un second rôle dans Scott & Bailey
- 2018 : elle est nommée pour le BBC Audio Drama Award dans la catégorie meilleure actrice / meilleur acteur dans un second rôle